# 鈴木誠 (競輪選手)
鈴木 誠（すずき まこと、1965年4月3日 - ）は、日本の元競輪選手。千葉県市原市出身。日本競輪学校（当時。以下、競輪学校）第55期卒業。選手登録番号11132。日本競輪選手会千葉支部所属。師匠は吉井秀仁。
なお、福島支部に所属する同姓同名の選手（84期・選手登録番号013608）がいるが別人である。

## 来歴
千葉経済大学附属高等学校在学中から自転車競技を行っており、後に吉井秀仁に師事して競輪学校に入学。
初出走は1985年5月3日の花月園競輪場で、初勝利は同月12日の弥彦競輪場。デビュー以降着実に成績を上げてはいたが、1987年の競輪祭新人王戦で坂本勉らを破って優勝したことから注目を浴びるようになった。時代が平成に入ってからはフラワーラインの消滅など選手勢力の変化が起こり、その中で鈴木は同県の大先輩である滝澤正光と共に南関東地区の先導役としての役割を務めるようになる。
1990年の高松宮杯競輪では、中野浩一と井上茂徳に先輩の滝澤という、当時の競輪界三強に加え坂本勉らを相手に、4角では8番手あたりという絶望的な位置ながらも直線で一気に伸び、特別競輪（現在のGI）初制覇を果たした。この年の競輪祭決勝では果敢に先行し、後ろに連れていた滝澤を優勝に導きグランドスラム達成に貢献している。
1991年の全日本選抜競輪では、特別競輪初優出を果たした吉岡稔真の捲りに対し、1センターで強烈なブロックを見せて吉岡を後退させた他、2センターでも捲ってきた小橋正義をブロックするという厳しいレースを見せた上で、そのまま1周逃げ切って優勝した。同年末のKEIRINグランプリ'91では滝澤正光を連れて残り半周で捲りを放ちゴールまでそのまま押し切って優勝し（歴代5人目）、この年の賞金王（1億1874万5700円）にも輝いた。
その後も1992年にふるさとダービー（函館）と共同通信社杯ルビーカップレース（大垣）で優勝し、1999年にもふるさとダービー（伊東温泉）で優勝するなどトップクラスとしての活躍を続けた。
2005年には地元の松戸で行われた日本選手権競輪で、伏見俊昭の番手から直線でインを突いて差し、高橋健二の持つ特別競輪優勝間隔記録を更新する13年7ヶ月ぶりの特別競輪優勝を果たすと共に、同大会史上最年長優勝記録（39歳11ヶ月）をも達成した。
2007年にはオールスター競輪の決勝に進出したことなどにより、2008年より導入されたS級S班の初代メンバー18人のうちの一人として選ばれた。
2014年4月15日、久留米競輪場で行われたS級決勝で優勝（49歳12日）。S級優勝記録としては、後の萩原操（51歳1ヶ月9日）、後の大竹慎吾（49歳9ヶ月）、当時の最高齢記録だった伊藤公人（49歳8ヶ月）に次ぐ、高齢記録。
2015年2月上旬、練習中の落車により左手首を複雑骨折し、3月の第68回日本選手権競輪を欠場した。日本選手権競輪は1989年の第42回大会以来連続出場を続けてきたが、これも26回で途切れた（主な獲得タイトルと記録を参照）。同年9月11日の函館FIナイターで復帰したが、198日もの長期欠場は、デビュー以来初めて（それまでは最高で2か月）だったという。同年後期は、1986年7月まで以来のS級2班適用となっていた（翌2016年後期はS級1班に戻った）。
2018年7月9日、現役引退を表明。前日の京王閣FIナイター8着がラストランとなった。晩年は落車の影響による左股関節痛に悩まされ、懸命の治療を行ったが加齢もあり思うように改善しなかったことと、地元・松戸競輪場で同月14日からサマーナイトフェスティバルが開催されるため「ファンに挨拶できるいい機会」という意向もあり、引退を決意。15日のサマーナイトフェスティバル第7レース終了後に引退セレモニーが行われた。
2018年7月12日、選手登録消除。通算3058戦665勝、優勝109回（うちGIは競輪祭新人王を含め4回、GP1回）。年間賞金王1回。通算獲得賞金17億853万1755円。

## 主な獲得タイトルと記録
- 1988年 - 競輪祭新人王戦（小倉競輪場）
- 1990年 - 高松宮杯競輪（大津びわこ競輪場）
- 1991年 - 全日本選抜競輪（久留米競輪場）、KEIRINグランプリ（立川競輪場）
- 2005年 - 日本選手権競輪（松戸競輪場）
- 年間賞金王1回 - 1991年
- G1連続25回出場選手 - 2014年2月表彰（日本選手権競輪）[16]
  - 日本選手権競輪は、最終的に2014年の第67回まで連続26回出場（小倉竜二に次いで西川親幸と伏見俊昭との歴代2位タイ）。

## 競走スタイル
デビュー当初は捲りを主体をしていたが、全盛期には全ての戦法を完璧にこなして「本物の自在型選手」との評価を得ており、後に神山雄一郎が台頭するまで吉岡稔真のライバル的存在として立ちはだかった。晩年は追込選手となったが、自分の走る位置とゴールまでの残り距離を的確に把握した上で踏み込むコースを見極めて上位に入着する力量に技術を伴わせた差し脚を見せ、49歳でS級優勝を果たすなど活躍した。

## エピソード
- 1992年のふるさとダービー函館開催中、ある女性ファンが「誠さん頑張って」と手書きで書いた横断幕を競輪場の金網に掲げた。これが競輪における選手応援のための横断幕の始まりと言われている[17]。
- デビュー当時はそのビジュアルでも女性ファンの人気を集めたが、その風貌がカエルに似ていると言われることから『ケロヨン』とあだ名されており、田中誠作の競輪漫画『ギャンブルレーサー』では、鈴木の似顔絵の代わりに、ガマガエルのイラストが描かれていたこともあった。
- ある年の観音寺開催の帰り、歌謡ショーのゲストだった歌手の岡花江（岡千秋の弟子[18]）と偶然飛行機で一緒になり、交際から結婚に至った[19]。
- 小田原競輪のインターネット中継では覆面解説者「頂（いただき）」を名乗り、林雄一ふんするオダワライダーと茶番劇を繰り広げている[20]。